# Paradoxo de Condorcet
O paradoxo de Concorcet é uma disjunção entre as preferências de um grupo e as preferências individuais, formulada por Condorcet (cientista e matemático francês do século XVIII).
Um indivíduo que pertence a um grupo mesmo quando tem preferências que são consistentes (completas e transitivas), isso não é necessariamente verdadeiro para o grupo. Sendo assim, agentes racionais podem tomar decisões coletivas irracionais.